# Объединённая доминикская лейбористская партия
Объединенная доминикская лейбористская партия (англ. United Dominica Labour Party) — недолговечная политической партия Доминики, бывшая левым отколом 1981 года от Доминикской лейбористской партии и возглавлявшаяся Майклом Дугласом. 
Была одной из нескольких партий, сформированных лейбористами, недовольными авторитарным партийным руководством во главе с Патриком Джоном — её созданию предшествовали появившиеся в 1979 году Доминикский демократический альянс того же Майкла Дугласа и Доминикская демократическая лейбористская партия Оливера Серафина.
ОДЛП только один раз участвовала во всеобщих выборах — в 1985 году, получив только 1,7 % голосов и одно место в парламенте: Рузвельт (Рози) Дуглас (брат Майкла) был избран в Пэ Буш. В последующих выборах участия не принимала, объединившись в том же 1985 году с материнской партией и более радикальным Альянсом освободительного движения Доминики в Лейбористскую партию Доминики.